# Сылва
Сы́лва (от коми-перм. сыл — талая, ва — вода) — река в Свердловской области и Пермском крае России. Длина — 493 км, площадь водосборного бассейна — 19 700 км². 

## География
Берёт начало на западном склоне Среднего Урала, течёт в основном на запад. Впадает в Чусовской залив Камского водохранилища. Уклон реки — 0,3 м/км.
Река многоводная, вода чистая, течение умеренное, в низовьях спокойное. Русло очень извилистое, со множеством перекатов и мелей. В бассейне нижней Сылвы широко развит карст (например, Кунгурская, Закурьинская, Сергинская пещеры и т. д.). В районе села Серга начинается Сылвенский залив Камского водохранилища.
Питание смешанное, с преобладанием снегового. Средний расход воды в 45 км от устья 139 м³/с. Замерзает в конце октября — начале ноября, характерны зажоры, вскрывается во второй половине апреля.
Основные левые притоки: Вогулка, Иргина, Ирень, Бабка и Кишертка; правые — Барда, Шаква, Лёк и Молёбка. У деревни Пепелыши с обрывистого берега низвергается водопад Плакун.
Судоходна на 74 км от устья. Выше Кунгура несколько километров по левому берегу реки проходит Транссибирская магистраль.
На левом берегу Сылвы расположена так называемая «Молёбская аномальная зона».

## Этимология
Название реки происходит с древнего диалекта коми-пермяцкого языка со значением «талая вода», где сыл — «талый», ва — «вода»

## Населённые пункты на Сылве

### Свердловская область
- деревня Пермяки
- село Сылва
- село Платоново
- деревня Коптело-Шамары
- посёлок Шамары
- деревня Нижняя Баская
- село Роща

### Пермский край
- село Молёбка
- село Филипповка
- посёлок Суксун
- село Усть-Кишерть
- село Посад
- город Кунгур
- село Кинделино
- село Зуята
- село Серга
- посёлок Сылва
- деревня Занино
- деревня Мазуевка
- деревня Пеганово
- деревня Тарасово
- деревня Тохтарево
- деревня Бор
- деревня Кошелёво

## Притоки
(указано расстояние от устья)
- 21 км: Бабка
- 26 км: Ирень
- 26 км: Шаква
- 61 км: Кишерть
- 73 км: Таз
- 83 км: Барда
- 89 км: Лёк
- 118 км: Мечинка
- 128 км: Истекаевка
- 134 км: Суксунчик
- 147 км: Юркан
- 155 км: Иргина
- 167 км: Сыра
- 167 км: Тиса
- 187 км: Ут
- 206 км: Берёзовка
- 250 км: Молёбка
- 254 км: Курья
- 267 км: Курыль
- 284 км: Баская
- 290 км: Вогулка
- 295 км: Большой Козьял
- 304 км: Шамарка
- 314 км: Большой Крюк
- 337 км: Бизь
- 355 км: Малая Урма
- 362 км: Урма
- 387 км: Большая Бизь
- 416 км: Ижболда
- 433 км: Дикая Утка
- 455 км: Ломовка
- 457 км: Большая Ломовка
- 463 км: Шаля
- 470 км: Сарга
- 475 км: Мусорка

## Археология
В низовьях Сылвы находится нижнепалеолитическое местонахождение Ельники II, открытое А. Ф. Мельничуком в 1983 году. Датируется возрастом 260—240 тысяч лет назад.